# Socialistiska arbetarpartiet
Socialistiska arbetarpartiet (luxemburgiska: Lëtzebuerger Sozialistesch Arbechterpartei; franska: Parti Ouvrier Socialiste Luxembourgeois; tyska: Luxemburger Sozialistische Arbeiterpartei, LSAP eller POSL) är ett socialdemokratiskt politiskt parti i Luxemburg. Partiet grundades 1902. Partiet är medlem i Europeiska socialdemokratiska partiet (PES) och dess Europaparlamentariker ingår i Socialdemokratiska gruppen i Europaparlamentet (S&D). Partiet har traditionellt sett varit det näst största partiet i landet och har flera gånger ingått i regeringskoalitioner med Kristsociala folkpartiet (CSV), men dock aldrig självt innehaft premiärministerposten.
I Europaparlamentsvalet 2004 fick partiet 22,0 % av rösterna och ett av landets sex mandat. I det nationella parlamentsvalet 2004 fick partiet 23,4 % och 14 av de totalt 60 mandaten.